# 江陵奧林匹克公園
江陵奧林匹克公園（韓語：강릉 올림픽 파크）是位於江陵市的體育園區，2018年冬季奧林匹克運動會4座比賽場館坐落於此。它將作為奧林匹克公園。
它包括以下場館：
- 江陵冰球中心 – 冰球（男子賽事）
- 江陵冰壺中心 – 冰壺
- 江陵競速滑冰館 - 競速滑冰
- 江陵冰上運動場 – 短道競速滑冰和花式滑冰

江陵體育場也位於同一地區，但不是奧運場館。
37°46′36″N 128°53′56″E / 37.7767611°N 128.898964°E